# Alla francesca

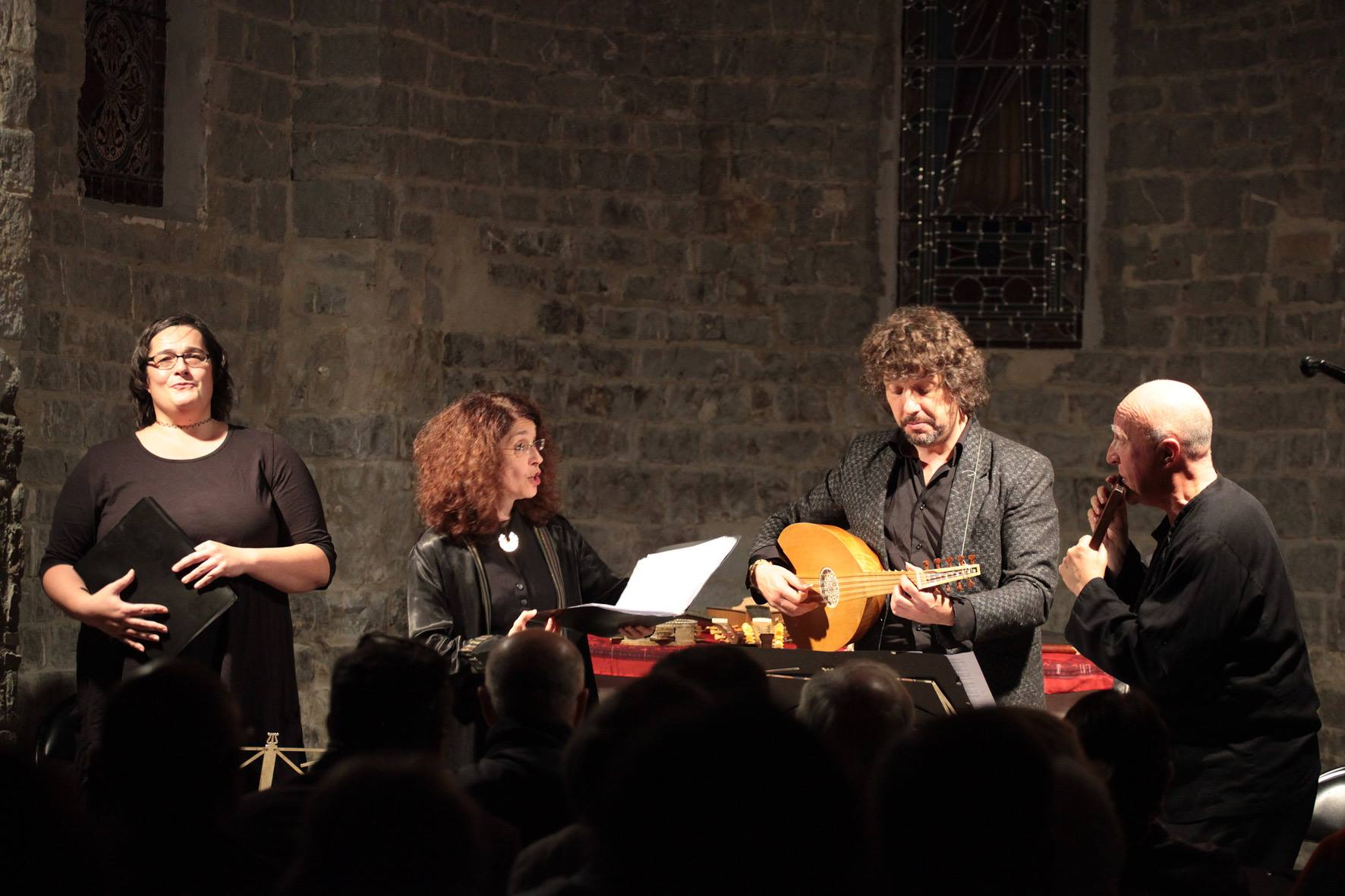
Octobre 2015, Musiques Anciennes en Pic Saint Loup, avec V. Biffi, B. Lesne, M. Grébil, P. Hamon

Alla francesca est un ensemble de musique médiévale français, créé au début des années 1990, basé à Paris.

## Historique
L'ensemble Alla francesca est produit depuis sa création au sein du Centre de musique médiévale de Paris.
La direction musicale est au départ assurée conjointement par Brigitte Lesne (également directrice musicale de l'ensemble de voix de femmes Discantus) et par Pierre Hamon (par ailleurs professeur de flûte à bec du Conservatoire national supérieur de musique et de danse de Lyon),, et aujourd'hui dévolue à la seule Brigitte Lesne.
Le répertoire musical de l'ensemble couvre la période de la fin du XIe siècle (l'art lyrique des troubadours) jusqu'au XVIe siècle (frottole italiennes). Il travaille aussi particulièrement à la restitution des musiques instrumentales en s'imprégnant de diverses traditions de musiques monodiques.

## Discographie

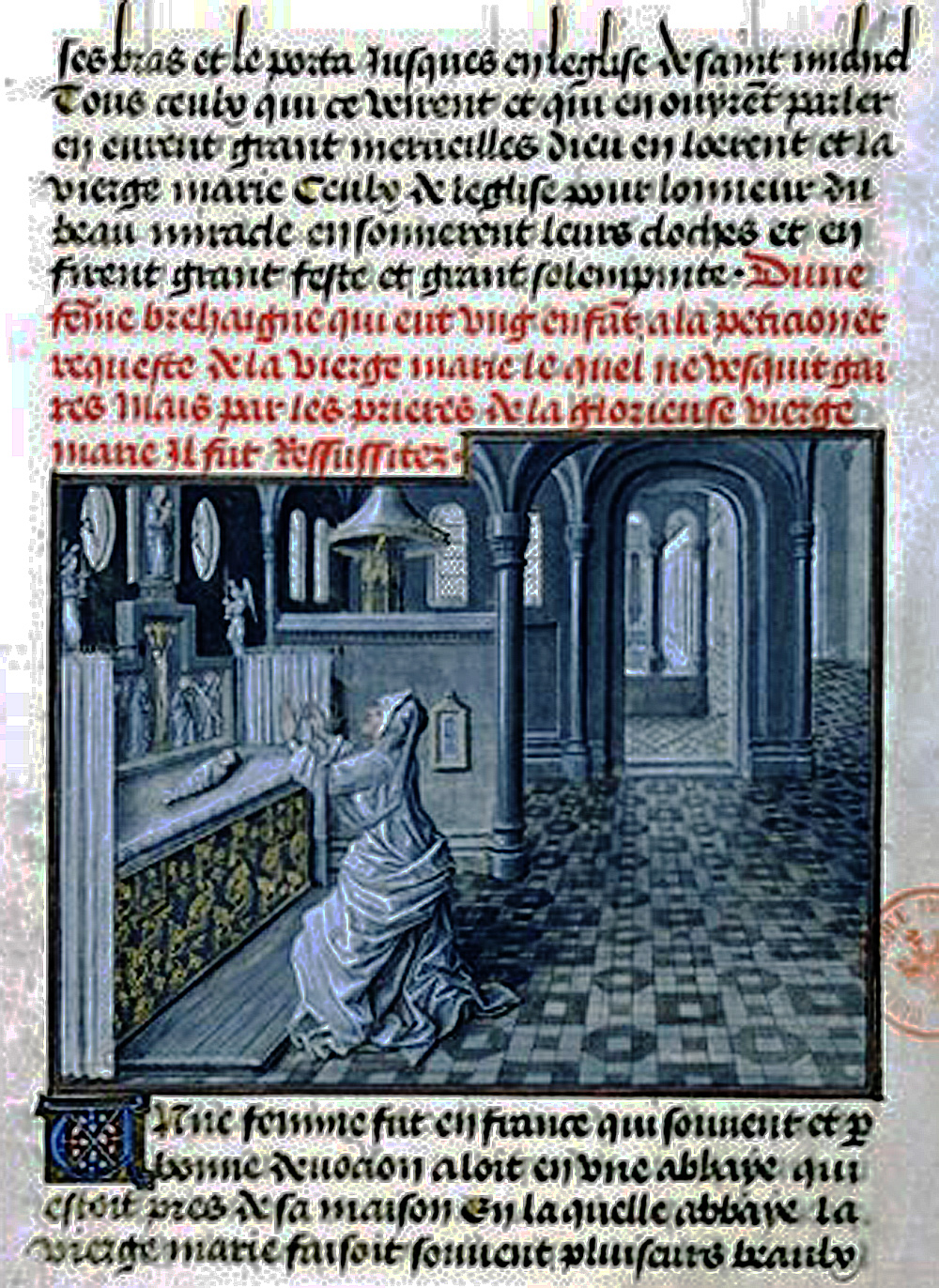
Miracles de Nostre Dame.

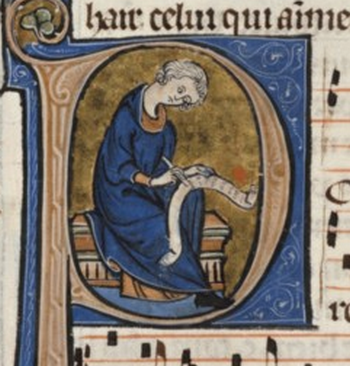
Thibaut de Champagne.

La discographie est notamment la suivante :
- Landini & italian ars nova, XIVe siècle, 1992, Opus 111
- Johannes Ciconia (1370-1412) : motets, virelais, ballate (avec le trio Alta), 1994, Opus 111
- Llibre vermell de Montserrat, 1995, Opus 111
- Gautier de Coincy (1177-1236), Les miracles de Nostre Dame, 1996, Opus 111
- Richard cœur de Lion, troubadours et trouvères. 1997, Opus 111[4]
- Beauté parfaite : l'automne du Moyen Âge, XIVe siècle et XVe siècle, 1997, Opus 111
- Armes amours : chansons des XIVe siècle et XVe siècle (avec le trio Alta), 1998, Opus 111
- D'amours loial servant : chansons des XIVe siècle et XVe siècle (avec Gérard Lesne). 1999, Virgin classics
- Cantigas de Santa Maria : chants à la Vierge, Espagne, XIIIe siècle. 2000, Opus 111[5]
- Le Roman de la Rose : chansons françaises du XIIIe siècle au XVe siècle, 2001, Opus 111
- Sur la terre comme au ciel : anthologie XIIe siècle - XVe siècle (avec l'ensemble Discantus), 2002, Jade
- Istanpitta : musiques instrumentales, Italie XIVe siècle, 2003, Opus 111
- Tristan et Yseut, lais du XIIIe siècle, 2005, Zig-Zag Territoires
- Mediterranea : Laudes, Estampies, Tarentelles, Chansons de Troubadours, Mélodies Séfarades.  2009, Zig-Zag Territoires
- Thibaut de Champagne, le chansonnier du roi, chansons du XIIIe siècle, 2012, aeon
- Trobar & Joglar, troubadours XIIe siècle - XIIIe siècle, 2014, agOgique
- Juifs et trouvères, chansons en hébreu et langue d'oïl XIIIe siècle - XIVe siècle. 2014, IEMJ
- Variations amoureuses, French love Songs from the 13th Century. 2020, Paraty
- Le Chansonnier de Bayeux,  Alla francesca, Brigitte Lesne & Pierre Boragno, 2021, Paraty[1]